# Гилл, Фредерик
Фредерик Эндрю Гилл (англ. Frederick Agnew Gill; 9 июля 1873, Каслтаун — 4 июня 1938, Линдхёрст) — британский игрок в поло, бронзовый призёр летних Олимпийских игр 1900.
На Играх Гилл входил в состав второй смешанной команды, которая сразу прошла в полуфинал, но проиграла там первой смешанной сборной. Несмотря на это, он заняла третье место и выиграла бронзовые медали.